# Бранденбургский флот
Бранденбургский флот (нем. Kurbrandenburgische Marine) — военно-морской флот Княжества Бранденбург-Пруссия (с 1701 года — Королевство Пруссия) в Германии. Существовал с XVI века до 1720-х годов (с 1701 года — как часть Флота Пруссии). В 1720-х годах в результате финансовых проблем был упразднён.

## Начальный период
Весной 1626 года бранденбургский курфюрст Георг Вильгельм нанял (или приобрёл) в Гданьске четыре корабля, спущенные на воду в том же году (Welcome, Valentin, der Hoffnung, Kameel), которые должны были использоваться в составе флота Речи Посполитой в войне против шведов. Вскоре все они были без боя захвачены шведами в Пиллау.
Первая попытка курфюрста создать свой собственный флот во время Северной войны ограничилась маленькой флотилией Балтийского моря, собранной в 1657 году в Пиллау и Мемеле, — 3 корабля, 34 пушки и 140 человек в команде — под командованием артиллерийского полковника Иоганна фон Гилле. Началом флотилии послужил шведский корабль Förgyllda Lejonet, севший на мель у берегов Пруссии в 1655 году. В следующем году он был снят, отремонтирован, переименован в Clevescher Lindenbaum и принят во флот в ранге фрегата с 10 пушками. Ещё через год к нему прибавился купленный в Кёнигсберге 7-пушечный флейт Kurfurst von Brandenburg. В 1659—1660 годах бранденбургский флаг несли два курляндских корабля: 30-пушечный Pax и 12-пушечный Clementia, формально нанятые курфюрстом в Копенгагене для избежания их захвата шведами. Со временем флотилия была увеличена до семи крупных кораблей, трёх канонерских шлюпов и двадцати вооружённых лодок, которые успешно использовались против шведских кораблей и укреплений в заливе Фришес-Хафф со стороны Речи Посполитой. После войны флот был сокращён из за отсутствия денег, и уже в 1662 году в его составе было всего восемь единиц. Есть упоминание, что между 1661 и 1664 годах существовал корабль Kurprinz (или Churprinz), но не указано ни типа, ни размеров, ни судьбы. Позднее флот из-за уменьшения расходов на него продолжал сокращаться. Примерно до 1670 года флот состоял только из одного корабля — Leibjacht des Kurfürsten. Для увеличения своих доходов, курфюрст участвовал в международной морской торговле, для чего он построил в Нидерландах два корабля: Herzogtum Cleve и Grafschaft Mark, но они были конфискованы Англией.

## Флот при Фридрихе Вильгельме

### Сконская война
Когда в мае 1675 года шведский король Карл XI объявил войну Бранденбургу и Нидерландам, правительство Бранденбурга не имело военных кораблей. У истоков возрождения бранденбургского военно-морского флота стояли Фридрих Вильгельм, курфюрст Бранденбурга, и голландский купец Беньямин Рауле. После вторжения Франции в Нидерланды в 1672 году Рауле понес большие убытки, поэтому он обратился к пиратству, снарядив для этой цели несколько кораблей. В 1675 году во время своего пребывания в Нидерландах курфюрст Фридрих Вильгельм связался с Рауле и выдал ему каперские свидетельства для действий против шведов.
Рауле предоставил курфюрсту три небольших фрегата (16-20 орудий) и два малых судна, с помощью которых в течение четырёх недель захватил около 20 шведских судов, а ещё через четыре недели Балтийское море было по сути полностью очищено от шведских кораблей. Однако ни Англия, ни Нидерланды, в порты которых были доставлены для продажи захваченные корабли, не признали их каперской добычей и начали возвращать их владельцам. От долговой тюрьмы Рауле, который по договору сам должен был нести все издержки и при этом не получил никакой выгоды, спас лишь курфюрст, покрывший его затраты и назначивший его своим советником.
7 июля 1675 года Фридрих Вильгельм заключил новый, впоследствии много раз продлевавшийся, договор с Рауле о найме его судов для войны со Швецией. Всего было нанято пять кораблей, которые стали считаться кораблями военного флота Бранденбурга, — 16-20 пушечные Churprinz, Berlin и Potsdam, 6-10 пушечные Bielefeld и Bulle. На корабли был посажен полк морской пехоты численностью в 600 человек, предназначенный для атаки шведской крепости Карлсбург в устье реки Везер. Операция не удалась, однако уже в следующем году Рауле снова предоставил курфюрсту три фрегата и три корабля (всего 67 орудий, 287 человек команды) за 40 тыс. талеров. Данные корабли участвовали в блокаде острова Рюген. В мае 1726 года бранденбургский флот, направлявшийся из Копенгагена (в составе фрегатов Churprinz von Brandenburg 26, Konig von Spanien 18, Berlin 15; галиотов Potsdam, Cleve; шести шлюпов), захватил отбившийся от остальных кораблей после Ясмундского сражения 22-х пушечный шведский брандер Leopard.

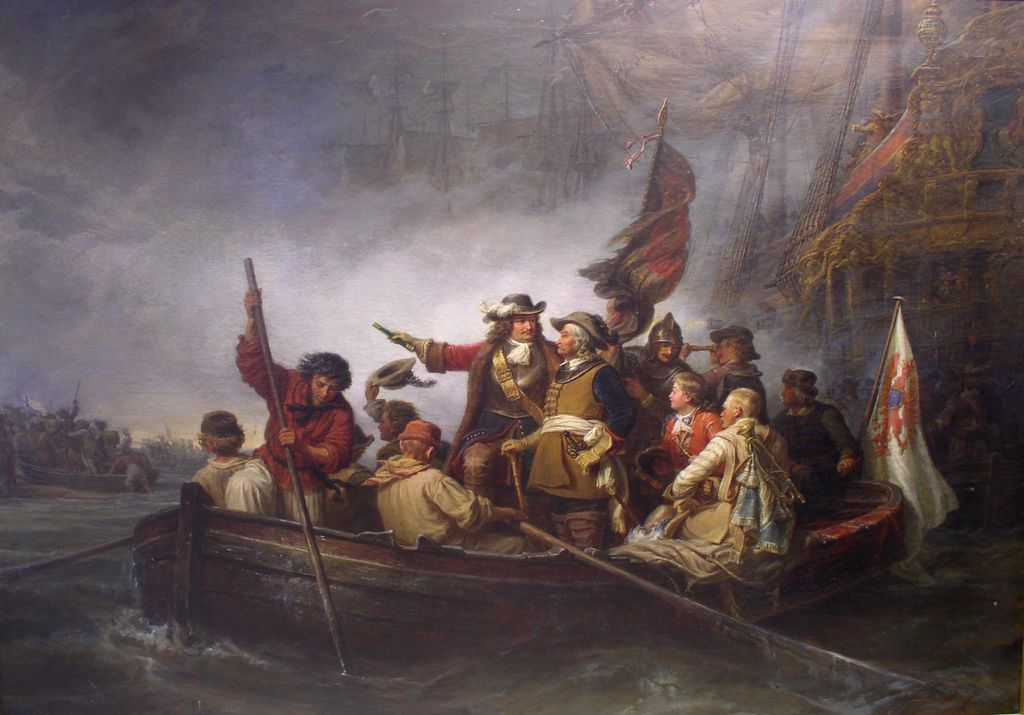
Фридрих Вильгельм I высаживается на остров Рюген, 13 сентября 1678 года.

В дальнейшем курфюрст продолжал нанимать военные корабли и корабли Рауле, кроме того, во флот вошли захваченные каперами суда. В результате всех усилий к 1677 году флот насчитывал 19 кораблей со 160 орудиями и свыше 600 человек команды. Эти корабли поддерживали армейские операции и охотились на шведские торговые суда. В этом году голландец Клаус ван Беверен был назначен адмиралом бранденбургского флота и возглавил осаду Штеттина. В ходе осады два корабля — Berlin 18 and Prinz Ludwig 10 — атаковали и захватили шведский Ekorre 12. 4 августа восемь шведских кораблей атаковали три бранденбургских и захватили один из них, шестипушечный. В конце августа ван Беверен послал Churprinz 24, Maria 6, и Eichhorn 12 (бывший Ekorre) к устью Эльбы для охоты на французские корабли. В декабре 1677 Штеттин был взят. В сентябре 1678 года флот участвовал в захвате Рюгена. Очередной договор с курфюрстом был заключён в январе 1679 года, по нему Рауле сдавал ему в наём 8 кораблей с экипажем в 400 офицеров и матросов.

### Экспедиции против Испании
После окончания Сконской войны Фридрих Вильгельм смог начать осуществлять свои планы по созданию колоний и морского флота. В Пиллау были основаны Коммерческая и Адмиралтейств-коллегия, в Кёнигсберге — верфь для постройки десяти коммерческих судов. Чтобы раздобыть денег, курфюрст открыл каперские действия против Гамбурга, который медлил с выплатой ему долга. После захвата нескольких призов и повышения страховой премии с 3% до 25% Гамбург выплатил свой долг.
Вскоре после этого курфюрст выступил против Испании, которая была должна ему около 2 млн. талеров. 14 августа 1680 года семь кораблей (Friedrich Wilhelm 40, Churprinz 32, Dorothea 32, Röther Löwe 20, Fuchs 20, Berlin 16, Salamander 6 — всего 166 орудий, корабли поставлены Рауле) вышли из Пиллау под командованием ван Беверена. 18 сентября в проливе Ла-Манш эта эскадра атаковала и захватила испанский фрегат Carolus II. ван Беверен привел свою добычу обратно в Пиллау и, кроме этого, послал своего заместителя, Корнелиуса Раеса (Cornelis Raes), в Вест-Индию, с задачей перехватить один из испанских серебряных флотов, однако экспедиция успеха не имела. В это же время Рауле был назначен «генеральным директором военно-морского флота» (фр. General Directeur de Marine — должность, соответствующая морскому министру) с окладом в 400 талеров ежемесячно (для сравнения: в то время профессорам немецких университетов, чтобы заработать такие деньги, требовался целый год). К концу 1681 года он подготовил ещё одну экспедицию против Испании, которая захватила несколько призов в Ла-Манше.
В следующем году была собрана новая эскадра из шести кораблей (Markgraf von Brandenburg 28 (бывший Carolus II); Röther Löwe 20, Fuchs 20, Eichhorn (бывший Swede) 12; Prinzess Maria 12; Wasserhund 10 — всего 102 орудия). Командование принял коммодор Томас Альдерс. Эскадра прибыла к мысу Сан-Висенти и курсировала там в надежде перехватить серебряный флот. Вместо этого бранденбургская эскадра наткнулась на намного превосходящий их испанский отряд военных кораблей, который был специально отправлен на поиски бранденбургского флота. Ошибочно полагая, что перед ним серебряный флот, Альдерс 30 сентября атаковал испанцев. Через два часа сражения, потеряв около сорока убитыми и ранеными, Альдерс понял свою ошибку и, сумев оторваться от вражеских кораблей, отступил в португальский порт Лагуш, что позволило серебряному флоту беспрепятственно добраться до Кадиса. Хотя в конце года бранденбуржцы захватили несколько призов, в целом экспедиция практически не принесла прибыли. В итоге значимых успехов курфюрст не добился, если не считать захваченных кораблей, один из которых, Markgraf von Brandenburg (бывший Carolus II), стал флагманом бранденбургского флота.

### Создание колоний

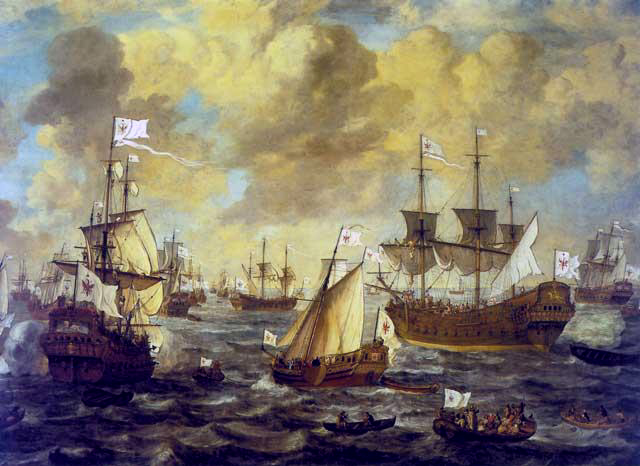
Бранденбургский флот в открытом море, 1684 год

Третья экспедиция против Испании была последним всплеском активности бранденбургского флота в Европе, после неё Фридрих переключается на создание колоний. Согласившись с доводами самого Рауле о том, что собственные суда будут обходиться государственной казне намного дешевле, курфюрст 1 октября 1684 года выкупил у Рауле принадлежавшие тому корабли, и этот день с тех пор нередко называется днём рождения военно-морского флота Бранденбурга. Было куплено 9 судов со 176 орудиями: пять 10-54 пушечных фрегатов, три 4-8 пушечных судна и одна невооруженная, но быстроходная яхта. Незадолго до этого, в 1682 году, в Пиллау были основаны адмиралтейство и верфь. В 1684 году, когда город Эмден перешел во владение Бранденбурга, в него из Пиллау были перенесены адмиралтейство и Торговая компания. В Берлине под руководством Рауле была учреждена Адмиралтейств-Коллегия.

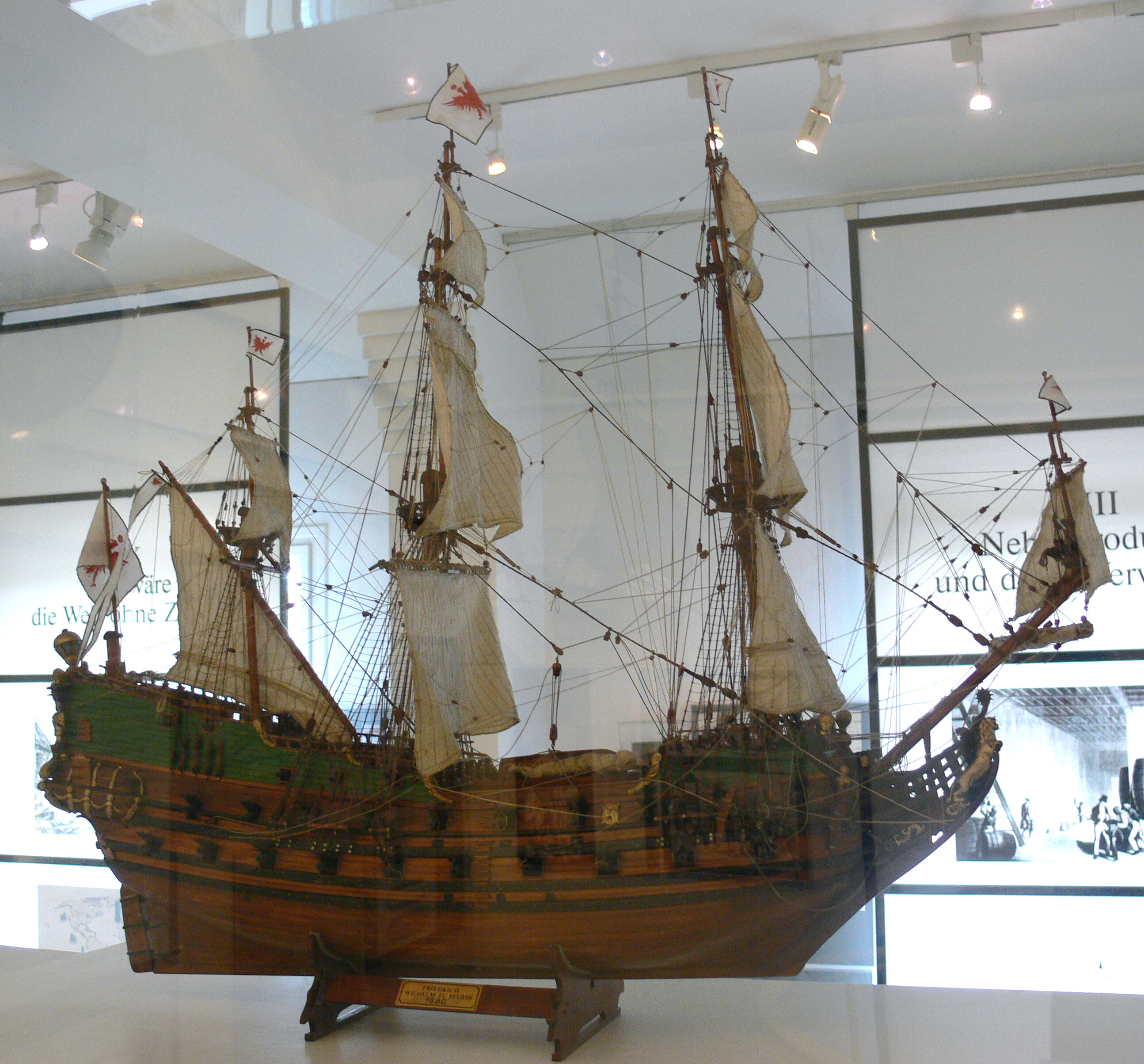
Модель самого большого и мощного бранденбургского корабля — 50-54-пушечного 38-метрового фрегата Friedrich Wilhelm zu Pferde (Музей сахара, Берлин)

Таким образом, организованный Рауле бранденбургский флот насчитывал в это время 28 кораблей, что позволяло решать поставленные перед ним задачи в прилегающих морях, хотя и не могло сравниться по численности с крупнейшими морскими державами того времени (так, в начавшейся несколько лет спустя войне Аугсбургской лиги участвовали 173 английских, 102 голландских и 221 французское судно). 7 марта 1682 года Фридрих Вильгельм подписал указ о создании Бранденбургско-африканской компании, в задачи которой входили морская торговля и освоение новых земель. При этом компания получила право использования для защиты своих интересов бранденбургского военно-морского флота. С 1683 года управление Бранденбургско-Африканской компании действовало в городе Эмдене. На тот момент компания имела 30 торговых судов. 1 января 1683 года майор Отто Фридрих фон дер Грёбен с фрегатами Morian и Churprinz высадился на побережье современной Ганы и основал колонию Гросс-Фридрихсбург. Кроме этого, флот служил интересам Бранденбургско-американской компании и колоний Бранденбурга в Карибском бассейне.
В 1688 году флот достиг пика своей численности: он насчитывал 35 кораблей с 210 орудиями и 40 мелких судов с 80 орудиями. Эти суда использовались в первую очередь для обеспечения контроля за торговыми маршрутами и морской торговлей, в случае необходимости обеспечивали блокаду и морскую оборону, а также служили для усиления различных военных операций и противодействия вражеским военным кораблям.

## Упадок и упразднение флота
Как и попытка каперства против Испании, колониальные начинания Фридриха Вильгельма в целом закончились неудачей. Сил бранденбургского флота было недостаточно, чтобы конкурировать с такими морскими державами, как Нидерланды, Испания, Англия и Швеция. Фридрих Вильгельм умер в 1688 году, и при его потомках флотом постепенно пришел в полный упадок. Фридрих I и Фридрих Вильгельм I признали, что они никогда не смогут конкурировать непосредственно с великими морскими державами и сосредоточились вместо этого на создании лучшей армии в Европе, сохраняя при этом хорошие отношения с военно-морскими державами, такими как Дания и Нидерланды.
Вклад Фридриха I в развитие флота ограничился заказом в 1704 году в Нидерландах двух роскошных яхт. Из них выделяется прогулочная яхта Friedrich (иногда Fridericus Rex, Fridericus I или Fridericus), которая стоила огромную сумму в 100 тыс. талеров, вызвав сенсацию как в Амстердаме, так и в Берлине, куда она прибыла 8 марта 1708 года. Размером 82 фута в длину и 23 фута в ширину, она была вооружена 22 бронзовыми пушками, богато оснащена и украшена. Яхта использовалась как личный корабль Фридриха. В 1716 году она была подарена Петру I (в обмен на рекрутов, которых Россия передавала Пруссии) и в 1719 году вошла в состав российского флота под названием Декроне.
Что же касается военного и торгового флотов, то корабли и верфи, а также порты и колонии пришли в упадок, средств для их содержания не хватало. В 1701 году Фридрих был коронован королём Пруссии, в том же году бранденбургский флот официально стал прусским флотом, но он уже пришёл в упадок, в нём насчитывалось всего 11 кораблей. В 1702 году последний раз в документах упомянут Fortuna, в 1708 был продан Schloss Oranienburg, а в 1712 году — Kurprinzess. В 1711 году была ликвидирована Бранденбургско-африканская компания. Последний военный корабль — фрегат Friedrich III — не ходил в море с 1708 года, но был продан только в 1725 году, на 4 года пережив королевскую яхту Große Jacht. В 1713 году последний раз упоминается берлинская яхта-галера Leibyacht. В конце концов в 1720-х годах остатки флота были проданы различным коммерческим предприятиям, колонии были заброшены или проданы другим державам.

## Корабли Бранденбургского флота
| Название на русском языке                                                      | Оригинальное название                                                                         | Тип             | Количество орудий |
| ------------------------------------------------------------------------------ | --------------------------------------------------------------------------------------------- | --------------- | ----------------- |
| Берлин                                                                         | нем. Berlin                                                                                   | парусный фрегат | 15—18 орудий      |
| Браке (европейская порода охотничьих собак)                                    | нем. Bracke                                                                                   | яхта            | 3 орудия          |
| Бранденбургский драгун                                                         | нем. Brandenburgischer Dragoner                                                               | фрегат          | 20 орудий         |
| Личная прогулочная яхта курфюрста (Личная охота курфюрста)                     | нем. Kurfürstliche Leib- und Lustyacht, сокращённо Leibjacht (иногда Churfürstliche Leibjagd) | яхта            | 10 орудий         |
| Курфюрст Бранденбургский                                                       | нем. Churfürst von Brandenburg                                                                | флейт           | 14 орудий         |
| Кур Принц (1)                                                                  | нем. Chur Prinz (1)                                                                           | фрегат          | 12—40 орудий      |
| Кур Принц (2) (также Курпринц или Курпринц Бранденбургский)                    | нем. Chur Prinz (также Kurprinz, Churprinz von Brandenburg или Kurprinz von Brandenburg)      | фрегат          | 12—40 орудий      |
| Клеве                                                                          | нем. Cleve                                                                                    | галиот          | 4—6 орудий        |
| Липа из Клеве (происхождение названия не ясно)                                 | нем. Clevescher Lindenbaum                                                                    | шнява           | 10 орудий         |
| Дерфлингер                                                                     | нем. Derfflinger                                                                              | флейт           | ?                 |
| Доротея (2) (в 1681 году Фридрих Вильгельм, в 1681/82 годах Герб Бранденбурга) | нем. Dorothea (2) (в 1681 году Friedrich Wilhelm, в 1681/82 годах Wappen von Brandenburg)     | фрегат          | 22—44 орудий      |
| Белка                                                                          | нем. Eichhorn (бывший шведский Ekorre)                                                        | галиот          | 12—16 орудий      |
| Сокол                                                                          | нем. Falke                                                                                    | шнява           | 4—6 орудий        |
| Фортуна                                                                        | нем. Fortuna                                                                                  | фрегат          | 20 орудий         |
| Спокойствие                                                                    | нем. Friede                                                                                   | флейт           | 10 орудий         |
| Фридрих Вильгельм, курфюрст Бранденбургский                                    | нем. Friedrich Wilhelm, Kurfürst von Brandenburg                                              | фрегат          | 24 орудий         |
| Фридрих Вильгельм цу Пферде                                                    | нем. Friedrich Wilhelm zu Pferde                                                              | фрегат          | 50—54 орудий      |
| Лисица                                                                         | нем. Fuchs                                                                                    | фрегат          | 20 орудий         |
| Золотой лев (c 1682 года Доротея (1))                                          | нем. Goldener Löwe (также Gülden Löwe, a c 1682 года Dorothea (1))                            | фрегат          | 32—40 орудий      |
| Большая яхта                                                                   | нем. Große Jacht                                                                              | яхта            | 10 орудий         |
| Король Испании                                                                 | нем. König von Spanien                                                                        | фрегат          | 18 орудий         |
| Курпринц (3) (также Великий Африканец)                                         | нем. Kurprinz (3) (также Großer Afrikaner)                                                    | фрегат          | 20—36 орудий      |
| Леопард                                                                        | нем. Leopard бывший шведский Leoparden                                                        | фрегат          | 20—28 орудий      |
| Литовский крестьянин                                                           | нем. Litauer Bauer                                                                            | шнява           | 6—14 орудий       |
| Мария (также Мари; бывший шведский Мария)                                      | нем. Maria (также Marie; бывший шведский Maria)                                               | галиот          | 4—6 орудий        |
| Маркграф Бранденбургский (бывший испанский Каролус II)                         | нем. Markgraf von Brandenburg (бывший испанский Carolus II)                                   | фрегат          | 28—50 орудий      |
| Мориан                                                                         | нем. Morian                                                                                   | фрегат          | 12—16 орудий      |
| Филипп (также Принц Филипп)                                                    | нем. Philipp (также Prinz Philipp)                                                            | клипер          | 6 орудий          |
| Потсдам                                                                        | нем. Potsdam                                                                                  | галиот          | 4—6 орудий        |
| Принцесса Мария (также Принцесса Мари)                                         | нем. Prinzess Maria; также Prinzess Marie                                                     | галиот          | 12—16 орудий      |
| Принц Людвиг                                                                   | нем. Prinz Ludwig                                                                             | ?               | 10 орудий         |
| Красный лев                                                                    | нем. Rother Löwe                                                                              | фрегат          | 20—22 орудий      |
| Руммельпот (новогодний музыкальный инструмент в Германии)                      | нем. Rummelpot (также Rommelpot)                                                              | шнява           | 8 орудий          |
| Саламандра                                                                     | нем. Salamander                                                                               | брандер         | 6 орудий          |
| Шпандау                                                                        | нем. Spandau                                                                                  | ?               | 4—6 орудий        |
| Звезда                                                                         | нем. Stern                                                                                    | яхта            | 6 орудий          |
| Св. Иоанн Креститель                                                           | нем. St. Johann Baptist                                                                       | шнява           | 4 орудий          |
| Св. Иосиф                                                                      | нем. St. Joseph                                                                               | ?               | 10 орудий         |
| Св. Петр                                                                       | нем. St. Peter                                                                                | брандер         | 6 орудий          |
| Собака                                                                         | нем. Wasserhund                                                                               | ?               | 10 орудий         |